# Georg Büchner Gesellschaft
Die Georg Büchner Gesellschaft (GBG) ist eine 1979 in Marburg gegründete literarische Gesellschaft. Sie fördert die Kenntnis und weitere Erforschung von Gesamtwerk, Leben und Wirkung des Schriftstellers Georg Büchner und im Zusammenhang damit auch die Erforschung und Kenntnis der ästhetischen und politischen, besonders der demokratischen Tendenzen in Literatur und Geschichte des Vormärz vor allem in Hessen.

## Veröffentlichungen und Veranstaltungen
Die Gesellschaft gibt (in Zusammenarbeit mit der von dem Marburger Germanisten Burghard Dedner geleiteten Forschungsstelle Georg Büchner – Literatur und Geschichte des Vormärz am Institut für Neuere deutsche Literatur der Philipps-Universität Marburg) seit 1981 das Georg Büchner Jahrbuch heraus, das die ganze Breite der Forschungsergebnisse und -diskussionen erfasst und von dem bis 2023 15 Bände erschienen sind. Sie publiziert eine Schriftenreihe mit Quellen sowie neuen Forschungsbeiträgen (Büchner-Studien, bisher 10 Bände) und veranstaltet wissenschaftliche Tagungen und Vorträge.
Die Gesellschaft enthält sich gemäß ihrer Satzung „jeglichen weihevollen Vereinslebens sowie aller Fest- und Feierveranstaltungen“. Einmal jährlich veranstaltet sie ein Symposium.

## Mitglieder und Vorstand
Zu den Gründungsmitgliedern der Gesellschaft gehören u. a. Lothar Bornscheuer (Duisburg), Jörn Garber (Marburg), Hubert Gersch (Münster), Walter Grab (Tel Aviv), Reinhold Grimm (Madison), Thomas Michael Mayer (Marburg), Ingrid und Günter Oesterle (Gießen) und Hans-Joachim Ruckhäberle (München).
Den dreiköpfigen Vorstand bilden seit 2021 der Vorsitzende Roland Borgards, dessen Stellvertreterin und Geschäftsführerin Esther Köhring sowie die Stellvertreterin Eva-Maria Vering.